# Noob Saibot
Noob Saibot è un personaggio della serie di videogiochi picchiaduro Mortal Kombat. Apparve per la prima volta in Mortal Kombat II. Appartiene a un gruppo chiamato la Fratellanza dell'Ombra e combatte per un antico e sconosciuto dio decaduto.
Invertendo il nome di Noob Saibot, si ottiene Boon e Tobias, che sono rispettivamente Ed Boon e John Tobias, i creatori della saga di Mortal Kombat.

## Storia
Egli in realtà non è altri che l'originale Sub-Zero, rimasto ucciso nel primo torneo dopo un combattimento contro Scorpion; la natura fredda dell'uomo, che fa di lui un guerriero sanguinario e amorale, fa sì che egli venga confinato nel Netherrealm (una sorta di dimensione che funge anche da inferno), dove rinasce, con il nome di Noob Saibot, come spirito animato soltanto dal rancore; a farlo risorgere è l'Anziano Dio decaduto Shinnok, che fa di lui un proprio subordinato e gli affida l'incarico di spiare lo svolgimento della battaglia tra il regno del Mondo Esterno (Outworld) e quello della Terra.
Quando Shao Kahn invade la terra, Noob Saibot riceve l'ordine di affiancarsi alle truppe dell'Imperatore Oscuro, entrare nelle sue grazie e poi rovesciare il suo impero unendosi ai guerrieri terrestri, riuscendo con successo nella sua impresa; con la sconfitta di Shao Kahn e la rinascita dei due regni, quelli della Terra e di Edenia, Shinnok varca i portali per poter dominare sul Reame terrestre; Noob Saibot continua a servirlo fino alla sua sconfitta.
In seguito, Noob Saibot si rifugia nel castello di Shao Kahn, dove trova il relitto del ninja cibernetico Smoke, che riprogramma e utilizza come proprio soldato. Noob Saibot progetta un disegno più grande: sfruttando la nanotecnologia di Smoke, egli intende creare un'armata di guerrieri cibernetici con la quale conquistare gli altri reami.
Più volte tuttavia, i piani di Noob Saibot sono ostacolati dall'intervento del secondo Sub-Zero, suo fratello minore; è in uno di questi scontri che Noob Saibot riscopre la sua identità originaria.
In Mortal Kombat: Armageddon attacca, con il suo esercito di ninja cibernetici e Smoke, il tempio Lin Kuei: pur riuscendo a sconfiggere il fratello, viene successivamente battuto da Taven; Sub-Zero decide di tenerlo nel covo del clan per poterlo guarire dalla corruzione spirituale: non si sa se il tentativo abbia successo, ma Noob Saibot compare più tardi nella battaglia tra le Forze della Luce e quelle dell'Oscurità, parteggiando per questi ultimi; viene ucciso nel corso della medesima.
Nella linea temporale alterata di Mortal Kombat IX, si scopre che il vero nome di Noob è Bi-Han e che venne ucciso nel primo torneo per mano di Scorpion. Riportato in vita da Quan Chi come Noob Saibot, durante l'invasione della Terra da parte di Shao Kahn viene affrontato e sconfitto dal fratello minore Kuai Liang, diventato nel frattempo il nuovo Sub-Zero.
Nel proprio finale, Noob stringe un'alleanza con Havik, indicadogli il portale che conduce al Netherrealm, dove l'esercito del caos assalta e sconfigge Shinnok, Quan Chi e la Fratellanza dell'Ombra; finita l'invasione, Noob diviene il sovrano del Netherrealm.
Nel suo finale in Mortal Kombat 11, Noob tradisce Kronika e acquisendo le sabbie del tempo fa calare i mondi in una notte perenne uccidendo chiunque tenti di fermarlo. In seguito Bi-Han cambia nome in: Morte, il distruttore di mondi.
È stato annunciato come personaggio DLC in Mortal Kombat 1. Dopo la trama principale, nell'espansione Khaos Reigns Bi-han viene tratto in salvo da Sektor dopo aver sconfitto Havik. Oramai sfigurato e impregnato del potere del caos, torna dai lin kuei e si difende da tutte le altre fazioni avversarie (Shirai Ryu e Shaolin) 

## Apparizioni
- Mortal Kombat (come Sub-Zero)
- Mortal Kombat II
- Ultimate Mortal Kombat 3
- Mortal Kombat Trilogy (anche come Classic Sub-Zero)
- Mortal Kombat Mythologies: Sub-Zero (come Sub-Zero)
- Mortal Kombat 4
- Mortal Kombat Gold
- Mortal Kombat Advance
- Mortal Kombat: Tournament Edition
- Mortal Kombat: Deception
- Mortal Kombat: Unchained
- Mortal Kombat: Armageddon
- Mortal Kombat: Shaolin Monks
- Mortal Kombat (2011)
- Mortal Kombat 11
- Mortal Kombat 1 (DLC)